# Marie Anne de Bourbon (1689–1720)
Marie Anne de Bourbon (n. 18 aprilie 1689, Versailles, communauté d'agglomération Versailles Grand Parc⁠(d), Regatul Franței – d. 21 martie 1720, Hôtel de Condé⁠(d), Paris, Regatul Franței) a fost prințesă de sânge la curtea franceză de la Versailles. A fost prima soție a lui Louis Henri de Bourbon și deci Ducesă de Bourbon și Prințesă de Condé prin căsătorie. A murit fără să aibă copii în timpul regenței lui Philippe d'Orléans. A fost cunoscută ca tânăra ducesă în opoziție cu soacra sa, bătrâna ducesă. În ciuda faptului că soțul ei a fost Prinț de Condé, el a continuat să folosească titlul de Duce de Bourbon, titlul cu care a fost cunoscut și soția sa.

## Biografie
Marie Anne a fost fiica cea mare a Mariei Thérèse de Bourbon și a soțului acesteia, François Louis, Prinț de Conti. Tatăl ei nu a întors afecțiunea soției sale; el a dus o viață libertină, având numeroase aventuri cu membri de ambele sexe. Viața lui scandaloasă a cauzat tensiuni și l-a îndepărtat de familie.
Marie Anne s-a născut prințesă de sânge la Palatul Versailles. De la naștere până la căsătorie, la vârsta de 24 de ani, a fost cunoscută ca Mademoiselle de Conti, derivat din titlul tatălui ei. Marie Anne a fost cel mai mare din cei șapte copii, deși numai trei au ajuns la vârsta adultă: fratele ei mai mic, Louis Armand, care îl va succedat pe tatăl ei ca Prinț de Conti în 1709 și sora ei mai mică Mademoiselle de La Roche-sur-Yon care va muri fără copii. Marie Anne a fost considerată cea mai frumoasă dintre cele două surori. S-a împăcat cu mama ei după decesul tatălui ei în 1709.
A fost apropiată de bunica maternă, Anne Henriette de Bavaria. Potrivit Ducesei de Orléans, Marie Anne a fost responsabilă de căsătoria ei cu Ducele de Bourbon, ea vrând să prevină ca verișoara ei Orléans, Marie Louise Élisabeth d'Orléans să se căsătorească cu primul prinț de sânge, cel mai important personaj masculin de la Curtea Franței, imediat după familia regală. În 1713, la vârsta de 24 de ani, ea s-a căsătorit cu vărul din partea maternă Louis Henri, Duce de Bourbon și Prinț de Condé în urma decesului tatălui acestuia în 1710. La Condé, la 9 august, ea și fratele ei s-au căsătorit cu doi frați Condé.  Fratele ei s-a căsătorit cu Louise Élisabeth de Bourbon. 
Soțul ei era fiul cel mare al lui Louise Françoise de Bourbon - fiica recunoscută a regelui Ludovic al XIV-lea al Franței și a metresei acestuia, Madame de Montespan
Noul cuplu, în ciuda faptului că au fost căsătoriți șapte ani, nu au avut niciodată copii. În timpul mariajului, ea a avut o aventură cu Chevalier du Challar. Marie Anne a murit la Paris în 1720 la vârsta de 30 de ani.